# Phare de Rockland Harbor
Le phare de Rockland Harbor (en anglais : Rockland Harbor Light) est un phare actif situé à l'entrée du port de Rockland, dans le Comté de Knox (État du Maine).
Il est inscrit au Registre national des lieux historiques depuis le 20 mars 1981 .

## Histoire
Le phare est situé au bout du brise-lames du port de Rockland, du côté ouest de la baie de Penobscot. Le port, longtemps considéré comme l'un des plus beaux de l'est de Portland, était fréquemment utilisé au 19e siècle comme port sûr par mauvais temps. Il était loin d’être parfaitement adapté à cette tâche, car sa grande ouverture orientée vers l’est soumettrait toujours les navires à l’ancre à des tempêtes accompagnées de vents du nord-est. Les grandes tempêtes survenues dans les années 1850 ont mis en évidence la nécessité de renforcer la protection des ports, mais l’appropriation fédérale d’un projet n’a été approuvée qu’en 1880. Entre 1880 et 1900, le Corps des ingénieurs de l’armée des États-Unis, avec une série de crédits du Congrès, construisit le brise-lames de plus de 1,200 m de long.
Le premier feu, qui a marqué la pointe nord du port, était une lampe à huile placée en 1827 sur un trépied en bois sur Jameson Point. Lorsque les travaux ont commencé sur le brise-lames en 1881, le poteau a été déplacé car le brise-lames a été prolongé vers le port. Le brise-lames a été achevé en 1899 et le phare et la structure des gardiens actuels en 1902. Le feu a été automatisé en 1964. De 1973 à 1989, leSamoset Resort, situé à Jameson Point, à l'autre bout du brise-lames, a maintenu le phare. La Garde côtière a procédé à une importante rénovation en 1990 et, en 1999, a transféré la propriété de la structure à la ville de Rockland. Depuis lors, la construction a été maintenue par les volontaires du Friends of Rockland Harbor Lights , tandis que la lumière elle-même reste sous la responsabilité de la Garde côtière.
Le phare comprend la maison du gardien et un bâtiment anti-brouillard d'où s'élève la tour avec sa lanterne. Ceux-ci sont montés sur un socle de granit rectangulaire à l'extrémité du brise-lames. La maison du gardien est une structure à un étage et demi avec un toit en mansarde et une cheminée en brique. La maison et la tour de signalisation de brouillard sont une structure en brique, la maison est couverte d'un toit à deux versants. Le bâtiment est ouvert aux visites de mi-mai à mi-octobre.

## Description
Le phare  est une tour quadrangulaire en brique rouge, avec une galerie et une lanterne de 7,5 m de haut, au coin d'une maison de gardien en brique rouge. La tour est non peinte et la lanterne est noire. Il émet, à une hauteur focale de 12 m, un éclat blanc de 0.5 seconde par période de 5 secondes. Sa portée est de 17 milles nautiques (environ 31.5 km).
Il est équipé d'une corne de brume émettant un blast par période de 15 secondes.

## Caractéristiques dufeu maritime
Fréquence : 5 secondes (W)
- Lumière : 0.5 seconde
- Obscurité : 4.5 secondes

Identifiant : ARLHS : USA-699 ; USCG : 1-4130 - Amirauté : J0102 .
|                              |
| L'entrée du port de Rockland |

|          |
| Le phare |

### Lien connexe
- Liste des phares du Maine